# Porto Valtravaglia
Porto Valtravaglia – miejscowość i gmina we Włoszech, w regionie Lombardia, w prowincji Varese.
Według danych na rok 2004 gminę zamieszkiwało 2385 osób, 159 os./km².